# Корнати (Муртер-Корнати)
Корнати су насељено мјесто у Далмацији. Припадају општини Муртер-Корнати, у Шибенско-книнској жупанији, Република Хрватска.

## Географија
Корнати се налазе на острву Корнат.

## Историја
Насеље се до територијалне реорганизације у Хрватској налазило у некадашњој великој општини Шибеник.

## Становништво
Према попису становништва из 2011. године, насеље Корнати је имало 19 становника.
| Демографија | Демографија | Демографија |
| Година      | Становника  | Становника  |
| ----------- | ----------- | ----------- |
| 1971.       | 0           |             |
| 1981.       | 0           |             |
| 1991.       | 3           |             |
| 2001.       | 7           |             |
| 2011.       |             | 19          |